# Mario Reiß
Mario Reiß (* 7. April 1966 in Torgau) ist ein deutscher Lokomotivführer und Gewerkschaftsfunktionär. Seit 2024 ist er Bundesvorsitzender der Gewerkschaft Deutscher Lokomotivführer (GDL).

## Leben

### Ausbildung und Beruf
Mario Reiß wurde bei der Deutschen Reichsbahn von 1982 bis 1984 zum Schienenfahrzeugschlosser und Lokomotivführer ausgebildet. Ab 1984 arbeitete er als Lokomotivführer bei der Deutschen Reichsbahn und später bei der Deutschen Bahn.

### Gewerkschaftliche Tätigkeit
Im Mai 1990 trat Reiß in die Anfang 1990 in der DDR wiedergegründete Gewerkschaft Deutscher Lokomotivführer (GDL) ein. Dort war er zunächst Vorsitzender der Ortsgruppe Torgau, später der Ortsgruppe Falkenberg sowie bis 2017 Mitglied im Vorstand des GDL-Bezirks Halle. Von 2002 bis 2022 war er als Tarifreferent der GDL verantwortlich für Personalplanung, Tarif und Betriebsverfassung und Mitglied der Bundestarifkommission von dbb beamtenbund und tarifunion.  Von 2022 bis 2024 war er stellvertretender Vorsitzender der GDL. Bei der Generalversammlung der GDL am 3. September 2024 wurde er als Nachfolger von Claus Weselsky zum Bundesvorsitzenden gewählt.

### Privatleben
Reiß ist verheiratet und hat ein Kind.